# جون بي. كوكي
جون بي. كوكي (بالإنجليزية: John B. Cooke)‏ هو سياسي أمريكي، ولد في 17 مايو 1885 في فورت سميث في الولايات المتحدة، وتوفي في 26 يونيو 1971. حزبياً، نشط في الحزب الديمقراطي.